# Баффінгтон (Пенсільванія)
Баффінгтон (англ. Buffington) — переписна місцевість (CDP) в США, в окрузі Файєтт штату Пенсільванія. Населення — 298 осіб (2020).

## Географія
Баффінгтон розташований за координатами 39°55′48″ пн. ш. 79°50′21″ зх. д. / 39.93000° пн. ш. 79.83917° зх. д. (39.929950, -79.839164).  За даними Бюро перепису населення США в 2010 році переписна місцевість мала площу 0,42 км², уся площа — суходіл.

## Демографія
Згідно з переписом 2010 року, у переписній місцевості мешкали 292 особи в 124 домогосподарствах у складі 79 родин. Густота населення становила 695 осіб/км².  Було 159 помешкань (378/км²).
Расовий склад населення:
| - 84,2 % — білих - 14,0 % — чорних або афроамериканців - 0,3 % — азіатів |

До двох чи більше рас належало 1,0 %. Частка іспаномовних становила 0,3 % від усіх жителів.
За віковим діапазоном населення розподілялося таким чином: 18,5 % — особи молодші 18 років, 62,3 % — особи у віці 18—64 років, 19,2 % — особи у віці 65 років та старші. Медіана віку мешканця становила 47,0 року. На 100 осіб жіночої статі у переписній місцевості припадало 73,8 чоловіків;  на 100 жінок у віці від 18 років та старших — 71,2 чоловіків також старших 18 років.
Цивільне працевлаштоване населення становило 60 осіб. Основні галузі зайнятості: виробництво — 51,7 %, транспорт — 45,0 %, освіта, охорона здоров'я та соціальна допомога — 3,3 %.